# Alex Rider (televisieserie)
Alex Rider is een Britse spionage-thrillerserie uit 2020 gebaseerd op de gelijknamige boekenserie van Anthony Horowitz. De serie werd bewerkt door Guy Blurt met Horowitz meewerkend als een van de uitvoerende producenten.
Het eerste seizoen van de serie is gebaseerd op het boek Point Blanc en ging op 4 juni 2020 in het Verenigd Koninkrijk van start op streamingdienst Amazon Prime Video. Het tweede seizoen is gebaseerd op het boek Eagle Strike en ging op 3 december 2021 van start op IMDb TV. Op 5 april 2024 keerde de serie terug voor een derde seizoen bij Amazon Freevee, ditmaal gebaseerd op het boek Scorpia.
In Nederland is de serie te bekijken op streamingdienst Videoland en in België via Streamz.

## Verhaal
De serie volgt Londense tiener Alex Rider, die nadat zijn oom om het leven komt er alles aan doet om erachter te komen wat er precies gebeurt is. Al snel komt Alex erachter dat zijn oom werkzaam was als een spion voor de afdeling speciale operaties van de Secret Intelligence Service (MI6). Alex wordt op zijn beurt door hen gerekruteerd om de missie van zijn oom af te maken en mede hierdoor erachter proberen te komen wie achter zijn dood zit.

## Rolverdeling

### Hoofdrollen
| acteur             | personage           |
| ------------------ | ------------------- |
| Otto Farrant       | Alex Rider          |
| Stephen Dillane    | Alan Blunt          |
| Vicky McClure      | Mrs. Jones          |
| Andrew Buchan      | Ian Rider           |
| Brenock O'Connor   | Tom Harris          |
| Ronkẹ Adékoluẹjo   | Jack Starbright     |
| Liam Garrigan      | Martin Wilby        |
| Ace Bhatti         | John Crawley        |
| Thomas Levin       | Yassen Gregorovitch |
| Haluk Bilginer     | Dr. Hugo Greif      |
| Howard Charles     | Wolf                |
| Nyasha Hatendi     | Smithers            |
| Ana Ularu          | Eva Stellenbosch    |
| Marli Siu          | Kyra Vashenko-Chao  |
| Toby Stephens      | Damian Cray         |
| Rakie Ayola        | Jo Bryne            |
| Charithra Chandran | Sabina Pleasance    |
| Gwyneth Keyworth   | Evelyn Anders       |
| Kevin McNally      | Max Grendel         |
| Jason Wong         | Nile                |
| Sofia Helin        | Julia Rothman       |
| Shelley Conn       | Laura Kellner       |

### Bijrollen
| acteur               | personage     |
| -------------------- | ------------- |
| George Sear          | Parker Roscoe |
| Andrew Buzzeo        | Mr. Boswell   |
| Macy Nyman           | Steph         |
| Shalisha James-Davis | Ayisha        |
| Talitha Wing         | Sasha         |
| Nathan Clarke        | Arrash        |
| Katrin Vankova       | Laura         |
| Earl Cave            | James         |
| Hari Dhillon         | Ed Pleasance  |
| Daniel Francis-Swaby | Dan Williams  |

### Gastrollen
| acteur             | personage            |
| ------------------ | -------------------- |
| Steven Brand       | Michael Roscoe       |
| Llewella Gideon    | Miss Baker           |
| Simon Shepherd     | Sir David Friend     |
| Lucy Akhurst       | Lady Caroline Friend |
| Alana Boden        | Fiona Friend         |
| Ky Discala         | Eagle                |
| Rebecca Scroggs    | Snake                |
| Ben Peel           | Fox                  |
| Josh Herdman       | Stan                 |
| Ralph Prosser      | Rafe                 |
| Simon Paisley Day  | Dr. Baxter           |
| James Gracie       | Langham              |
| Ali Hadji-Heshmati | Jahid                |

## Achtergrond

### Productie
In mei 2017 maakte Variety bekend dat productiebedrijf Eleventh Hour Films de filmrechten van Anthony Horowitz zijn boekenserie Alex Rider had gekocht. Guy Burt werd als schrijver aangesteld met Andreas Prochaska en Christopher Smith als regisseurs. In juli 2018 werd bekend dat Eleventh Hour Films samen zou werken met Sony Pictures Television, daarnaast werd bekend dat het eerste seizoen gebaseerd zou zijn op het boek Point Blanc en zou bestaan uit acht afleveringen.
Op 23 april 2019 werd hoofdrolspeler Otto Farrant aangekondigd als het titelpersonage Alex Rider. De volgende dag werden meerdere acteurs bekend gemaakt die aan de serie verbonden zouden worden, waaronder Brenock O'Connor, Stephen Dillane, Vicky McClure, Andrew Buchan en Ronkẹ Adékoluẹjo.
De productie van het eerste seizoen ging van start in maart 2019 en duurde zes maanden. Filmlocaties waren onder meer in Londen, de Franse Alpen en Sinaia.

### Release en ontvangst
Alex Rider ging vervolgens op 4 juni 2020 in première op streamingdienst Amazon Prime Video. Het eerste seizoen werd door het publiek positief ontvangen. Op Rotten Tomatoes heeft het eerste seizoen van de serie een score van 86% op basis van 28 beoordelingen. Metacritic gaf het eerste seizoen een score van 67/100, gebaseerd op 8 beoordelingen.
Wegens de positieve reacties werd de serie verlengd met een tweede seizoen. Dit tweede seizoen werd gebaseerd op het boek Eagle Strike en ging op 3 december 2021 van start op IMDb TV. Wegens de aanhoudende positieve reactie werd de serie verlengd met een derde en laatste seizoen. Dit derde seizoen werd gebaseerd op het boek Scorpia en ging op 5 april 2024 in de Verenigd Koninkrijk en de Verenigde Staten in première bij Amazon Freevee.
De volledige serie was in Nederland te zien bij streamingsdienst Videoland en in België bij Streamz.